# جيرارد ريختر
جيرارد ريختر (بالألمانية: Gerhard Richter)‏ (وُلد في 9 من فبراير 1932م) هو فنان تشكيلي ألماني. وقد استطاع ريختر في آنٍ واحد إنتاج أعمال تصويرية تجريدية وواقعية فوتوغرافية، بالإضافة إلى الصور الفوتوغرافية وقطع الزجاج، وبذلك اقتدى ببيكاسو وجان آرب في تقويض المفهوم الذي يُلزِم الفنان بالتقيُّد بنمط فني واحد ومترابط.[بحاجة لمصدر]
كما أن مبيعاته مُصنَّفة كأفضل مبيعات لفنان على قيد الحياة. وفي عام 2011م، كانت مبيعات ريختر هي الأغلى مقارنة بأي فنان آخر على قيد الحياة. وقد بيعت أعماله بأكثر من 200 مليون دولار أمريكي، مُتصدِّرة بذلك إجمالي مبيعات المزاد الخاصة بكل من كلود مونيه وألبرتو جياكوميتي، بالإضافة إلى مارك روثكو مجتمعين معًا.

## مهنته المبكرة
أعد لوحة جدارية في الأيام الأولى من حياته المهنية، (المشاركة مع بيكاسو، عام 1955) عن حجرة الطعام في أكاديمية الفنون كجزء من شهادته في بكالوريوس الآداب. نفّذ لوحة جدارية أخرى بعنوان (متعة الحياة) وُضعت في متحف الصحة الألماني للحصول على شهادته.
عمل ريختر في الفترة من 1957 إلى 1961، كمتدربٍ رئيسي في الأكاديمية وتسلم بعض اللجان في ولاية ألمانيا الشرقية آنذاك. وخلال هذا الوقت، كان يعمل بشكل مكثف على الجداريات، مثل: جدارية (نضال العمال)، واللوحات الزيتية (على سبيل المثال: صور الممثلة الألمانية الشرقية أنجليكا دومروسي وزوجة ريختر الأولى إيما)، وعمل على البورتريه وبانوراما دريسدن التي حملت اسمًا محايدًا (شتادبيلد أو منظر المدينة، 1956).
هرب ريختر برفقة زوجته ماريان، من ألمانيا الشرقية إلى الغربية، قبل شهرين فقط من بناء جدار برلين في عام 1961. أُعيد طلاء كل من لوحاته الجدارية في أكاديمية الفنون ومتحف الصحة الألماني لأسبابٍ أيديولوجية. بعد وقتٍ طويلٍ جدًا وبعد إعادة توحيد ألمانيا، كُشف عن لوحته الجدارية (متعة الحياة، 1956) داخل درج في متحف الصحة الألمانية، لكنها أُخفيَت لاحقًا عندما تقرر إعادة المتحف كما كان في عام .1930
بدأ ريختر الدراسة في ألمانيا الغربية، في أكاديمية دوسلدورف للفنون تحت إشراف كارل أوتو غوتس مع سيغمار بولكي، ها شولت، كونو غونشيور، هانز إرهارد والثر، كونراد لويغ، وغوتهارد غراوبنر. قدم مصطلح (الواقعية الرأسمالية) بالتشارك مع بولكي وكونراد فيشر كنمطٍ مناهضٍ للفن، إذ تفرَّد بالاختزال التصويري. يشير هذا العنوان أيضًا إلى الأسلوب الواقعي للفن المعروف باسم الواقعية الاشتراكية.
مارس ريختر التدريس في كلية الفنون الجميلة في هامبورغ وكلية نوفا سكوتيا للفنون والتصميم كبروفيسور زائر؛ ثم عاد إلى أكاديمية دوسلدورف للفنون في عام 1971، وهناك عمل كبروفيسور لأكثر من 15 عامًا.
انتقل ريختر من دوسلدورف إلى كولن في عام 1983، وبقي يعيش ويعمل فيها إلى اليوم. انتقل في عام 1996، إلى استوديو من تصميم المهندس المعماري ثيس مارفيدي. احتل ريختر المرتبة 220 من بين أغنى 1001 فردًا وعائلة ألمانية بثروته التي تُقدَّر بـ 700 مليون يورو، وذلك حسب مجلة الأعمال التي تصدر شهريًا المجلة الإدارية عام 2017.

## الفن
تُظهر جميع أعمال ريختر تقريبًا كلاً من المساحات الوهمية التي تبدو طبيعية والنشاط البدني ومواد الطلاء. يُعد الواقع بالنسبة إلى ريختر، مزيجًا من المحاولات الجديدة لفهم وإعادة تمثيل -أو في حالته لرسم- العالم المحيط بنا. جُمِّعت آراء ووجهات نظر ريختر حول فنه، وسوق الفن والحركات الفنية المختلفة، ضمن سجلٍ تاريخي يحوي «كتابات» ومقابلات له. الأقوال التالية هي مقتطفات من السجل:
- «أنا سريالي».[15]
- «قلقي الوحيد هو حول الهدف. خلافًا لذلك لن أواجه الكثير من المتاعب بسبب المواضيع التي اختارها، وإلا لن أرسم على الإطلاق».[16]
- «لم يكن قلقي أبدًا حول الفن، وإنما دائمًا في ماذا يمكن أن يُستخدم».[17]

### لوحات الصور والغباشة
ابتكر ريختر صورًا مرسومة من الصور الفوتوغرافية بالأبيض والأسود خلال الستينيات وأوائل السبعينيات، مستندةً إلى مجموعة متنوعة من المصادر:
الصحف والكتب (مثل: هيلغا ماتورا، (1996؛ لقطات خاصة؛ مناظر جوية للمدن والجبال، (منظر مدينة مدريد (1968) وجبال الألب (1968)؛ المناظر البحرية (1969-1970 ))؛ وعمل كبير متعدد الأجزاء صُنع خصيصًا للجناح الألماني في عام 1972 في مؤسسة بينالي البندقية.
اختار من أجل الثماني وأربعين بورتريه (1972 – 1971) مؤلفين موسيقين مثل: غوستاف مالر، جان سيبيليوس، وكُتّابًا مثل: هربرت جورج ويلز وفرانس كافكا.

## معرض صور

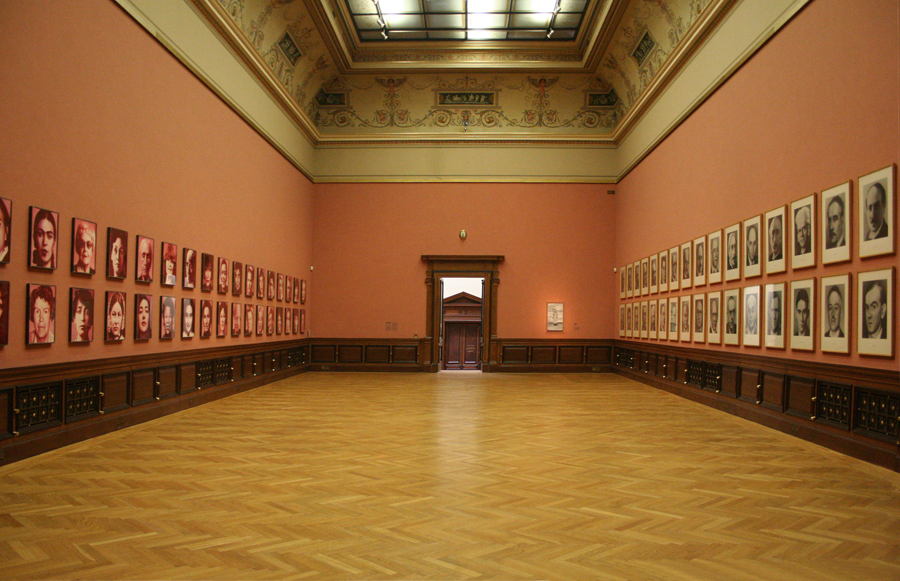
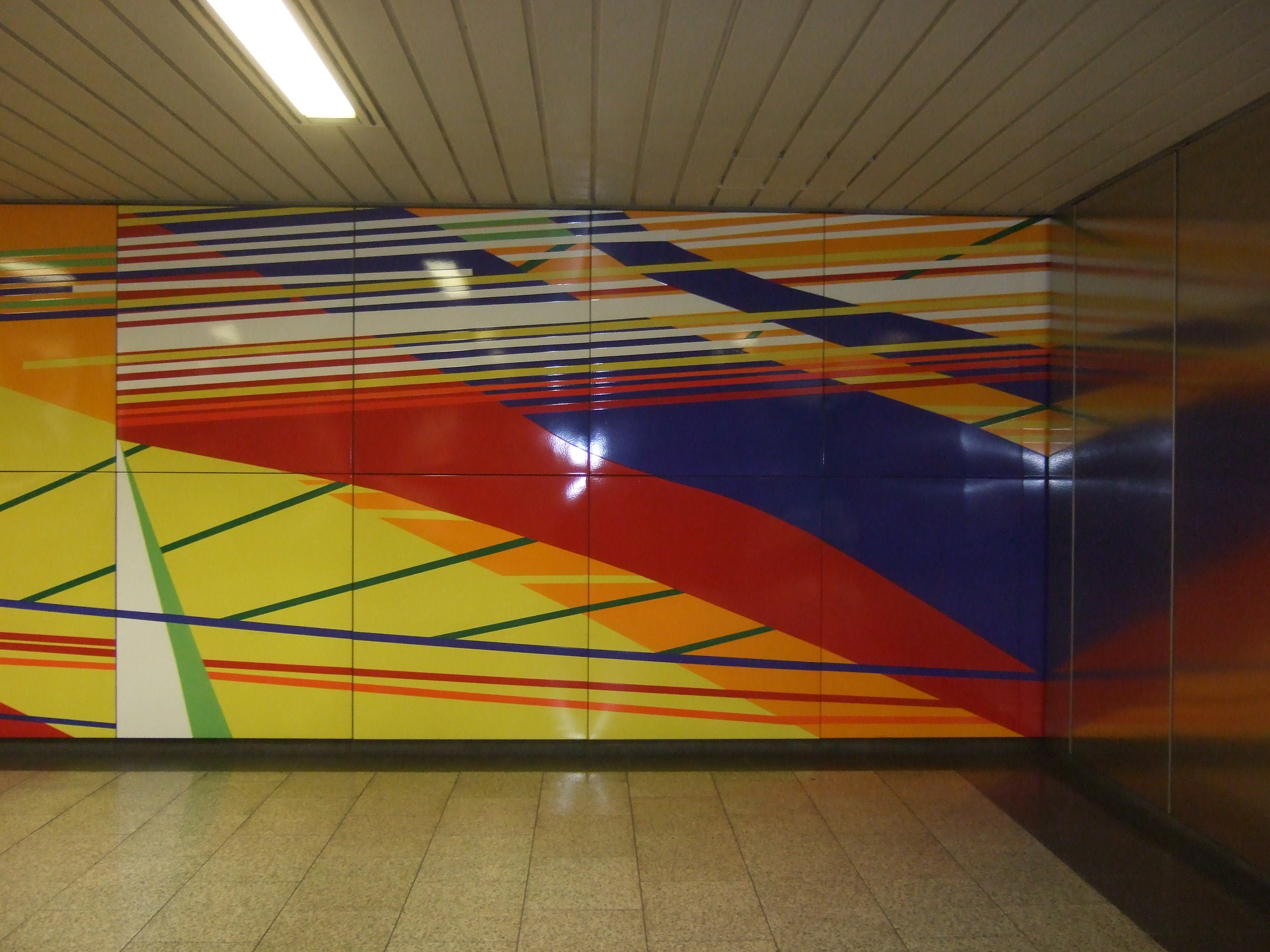
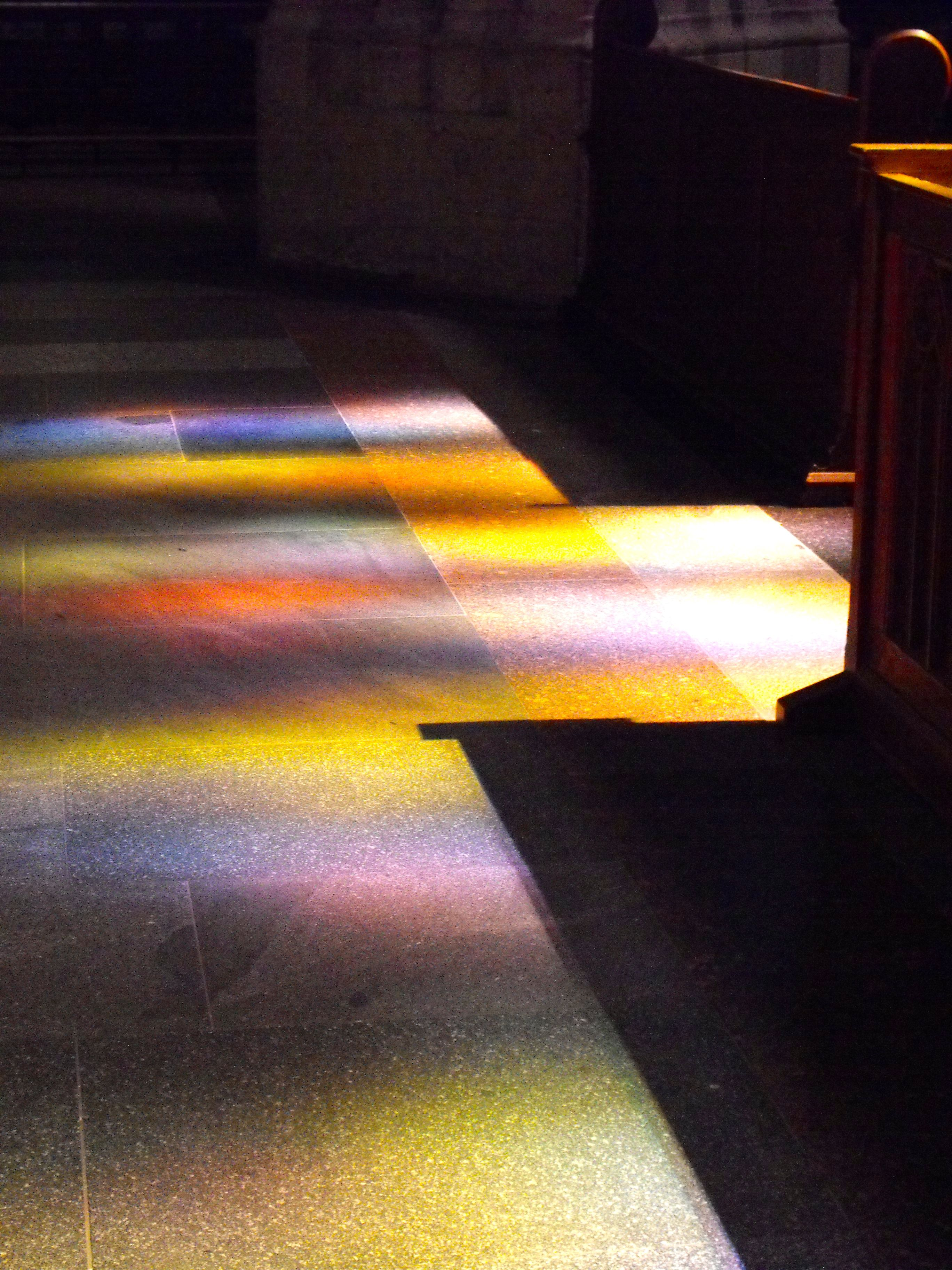

## وصلات خارجية
- جيرارد ريختر على موقع IMDb (الإنجليزية)
- جيرارد ريختر على موقع الموسوعة البريطانية (الإنجليزية)
- جيرارد ريختر على موقع مونزينجر (الألمانية)
- جيرارد ريختر على موقع ألو سيني (الفرنسية)
- جيرارد ريختر على موقع ميوزك برينز (الإنجليزية)
- جيرارد ريختر على موقع ديسكوغز (الإنجليزية)
- جيرارد ريختر على موقع قاعدة بيانات الفيلم (الإنجليزية)
- جيرارد ريختر على موقع كينوبويسك (الروسية)
- Official website, comprehensive image database, biography, literature list and timeline for Gerhard Richter
- SFMOMA - Gerhard Richter Making sense of modern art
- Illustrated Bibliography: Gerhard Richter